# Technická norma
Technická norma či standard je podrobný předpis, který stanovuje důležité parametry či vlastnosti materiálu, výrobku, součásti nebo pracovního postupu, který vede ke standardizaci. Technické normy nejsou obecně závazné, jsou to však odborně kvalifikované předpisy, na které se mohou odkazovat smluvní strany při specifikaci předmětu smlouvy nebo státní autorita ve svých obecně závazných předpisech. Umožňují například výměnu výrobků nebo zaměnitelnost součástek a tím zlepšují hospodárnost výroby i bezpečnost výrobků. Stanovením závazných parametrů výrobků přispívají také k ochraně spotřebitele.
Státní a mezinárodní normy definují také soustavy jednotek, užívané pojmy, kódy, formáty, protokoly nebo rozhraní, například v oblasti informatiky a komunikace, které umožňují propojování různých zařízení, komunikačních a dopravních systémů.
Technické normy obvykle nejsou volně šiřitelné a poskytují se za úplatu. To vede ke kontroverzím v případech, kdy je jejich dodržování vyžadováno státem.

## Úrovně technických norem
Podle rozsahu platnosti lze rozlišovat:
- Mezinárodní normy světové (např. ISO) nebo evropské (EN), které platí přes hranice jednotlivých států.
- Národní normy, jako např. ČSN, DIN, ASA, GOST, s celostátní platností, které shrnují široký okruh problematik. Tyto normy se postupně uvádějí do souladu (harmonizují) s normami mezinárodními.
- Oborové normy (ON), které byly v ČR k 31. prosinci 1993 zrušeny a částečně převedeny na normy podnikové.
- Podnikové normy (PN), které vydávají jednotliví výrobci nebo skupiny pro vlastní potřebu.

## Soustavy technických norem
Technické normy vydává orgán, což na národní úrovni je někde státní úřad (v ČR Úřad pro technickou normalizaci, metrologii a státní zkušebnictví), jinde zájmové sdružení (např. v USA). Od 20. století se národní normy harmonizují s mezinárodními, vydávanými evropskými nebo světovými organizacemi.

### Mezinárodní
- Normy ISO (International Organization for Standardization)
- Normy IEC (Mezinárodní elektrotechnická komise)
- Evropské normy
- Vyhlášky Mezinárodní železniční unie
- Standardy Mezinárodní organizace pro civilní letectví
- Pravidla Lloydova rejstříku pro lodě

### Národní
- Normy ANSI (American National Standards Institute)
- Normy ČSN (Česká technická norma)
- Normy DIN (Deutsche Industrie-Norm, Německo)
- Normy GOST (Gosstandart) (Rusko)
- Normy JIS (Japonsko)
- Normy NF (Francie)
- Normy ÖNORM (Rakousko)
- Normy PN (Polsko)
- Normy STN (Slovenská Technická Norma)
- Normy UNI (Itálie)

## Některé významné technické normy
- ASCII kód pro výměnu informací
- Bibliografické citace podle ČSN ISO 690-2
- Emisní norma stanoví přípustný obsah škodlivých látek ve výfukových plynech automobilových motorů. V evropských zemích platí společné normy Euro v několika stupních přísnosti, od nichž se odvozuje i ekologická daň.
- Eurokódy (ČSN EN 1990 – ČSN EN 1999) – navrhování a posuzování stavebních konstrukcí
- Formát papíru podle ISO 216
- ISBN číslo mezinárodní evidence knih
- ČSN ISO 3297 mezinárodní identifikátor evidence seriálových publikací (časopisů) ISSN
- ISO 9000 normuje systémy managementu kvality.
- ISO/IEC 10918-1 norma pro kódování a komprimaci obrázků JPEG
- ISO/IEC 11172-3, ISO/IEC 13818-3 norma pro kódování a kompresi zvukového záznamu MP3
- RS-232 sériové rozhraní pro přenos informací
- Televizní norma stanoví formáty a procedury televizního signálu.
- World Wide Web Consortium (W3C) určuje závazné procedury v rámci WWW.